# 边缘设备
边缘设备（英語：edge device）是向企业或服务提供商核心网络提供入口点的设备。它们例如：路由器、路由交换机、集成接入设备（IAD）、多路复用器，以及各种城域网（MAN）和广域网（WAN）接入设备。边缘设备也提供到运营商和服务提供商网络的连通性。

## 功能
通常来说，边缘设备是提供经身份验证的接入（通常以PPPoA或PPPoE）的更快、更有效的骨干和核心网络路由器。目前趋势是边缘设备智能化、核心设备“笨而快速”，因此边缘路由器通常包括服务质量（QoS）和多业务功能来管理不同类型的流量。因而，核心网络通常为设计有如开放式最短路径优先（OSPF）、多协议标签交换（MPLS）等路由协议的交换机，以实现可靠性和可扩展性，允许边缘路由器具有到核心网络的冗余链路。核心网络之间的链路则不同，例如边界网关协议（BGP）路由器经常用于对等交换。

## 翻译
边缘设备可能支持将一种类型的网络协议转换为另一种类型的网络协议。例如以太网或令牌环类型的局域网（LAN）或xDSL设备可能使用异步传输模式（ATM）骨干网连接到其他核心网络。 ATM网络在单元中发送数据，并使用面向连接的虚拟电路。IP网络则是面向网络封包；所以如果使用ATM作为核心，数据包必须封装在单元中，并且目标地址须转换为虚拟电路标识符。部分新型光纤使用例如GPON的无源光网络用户环路，边缘设备通过行動網路回傳连接到以太网。

## 多业务单元
用于WAN的边缘交换机可能是一个多业务单元，这意味着它支持各种通信技术，包括综合业务数字网（ISDN）、T1电路、帧中继和ATM。边缘设备还可能提供增强服务，例如虛擬私人網路（VPN）支持、VOIP，以及QoS服务。